# Gary Karr

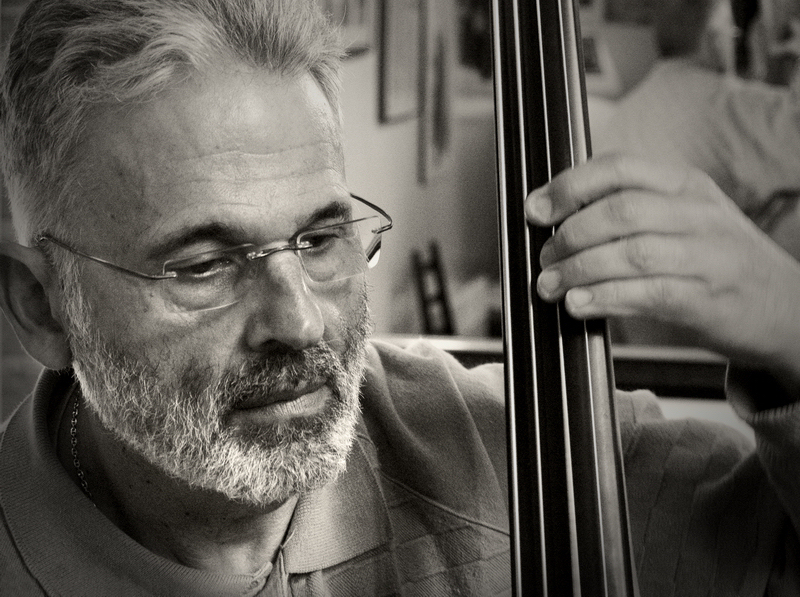
Gary Karr (undatiert)

Gary Michael Karr (geboren als Gary Michael Kornbleit; * 20. November 1941 in Los Angeles, Kalifornien, Vereinigte Staaten; † 16. Juli 2025) war ein kanadischer Musiker. Er galt als einer der führenden Virtuosen auf dem Kontrabass. 

## Leben und Wirken
Karr wurde als Gary Michael Kornbleit geboren. Im Jahr 1944 änderte die gesamte Familie den Nachnamen in Karr. In seiner Familie wurde über sieben Generationen Kontrabass gespielt. Karr erhielt ab dem neunten Lebensjahr intensiven Unterricht bei dem Bassisten Uda Demenstein. Er studierte anschließend an der UCLA bei Herman Reinshagen, dann an der Northwestern University bei Warren Benfield und schließlich an der Juilliard School bei Stuart Sankey. 
Karr war vom Beginn seiner musikalischen Karriere 1961 an so gut wie ausschließlich als Instrumentalsolist aktiv, was in der Geschichte des Kontrabasses ein Novum darstellt. 1961 begann er bei der Chicago Little Symphony unter Thor Johnson. 1962 spielte er mit dem New York Philharmonic Orchestra in Leonard Bernsteins Jugendkonzerten in der Carnegie Hall. Karr trat als Solist mit bedeutenden Orchestern auf der ganzen Welt auf, darunter die Chicago Symphony, das London Philharmonic, das Orchestre Symphonique de Montréal, das Hong Kong Philharmonic Orchestra und das Jerusalem Symphony Orchestra. 1972 gab es über ihn eine Fernsehserie unter dem Titel Gary Karr and His Friends. Mit dem Pianisten, Organisten und Cembalisten Harmon Lewis (1940–2023) trat er im Duo international in Konzerten und auf Musikfestivals auf, wie dem Menuhin Festival in Gstaad, dem Edinburgh Festival, dem Bergen Festival und dem Victoria International Festival in British Columbia.
Die meisten seiner Aufnahmen spielte er auf einem Kontrabass ein, den ihm Serge Koussevitzkys Witwe übereignete. Als Beispiel sei hier eine Produktion von RIAS Berlin in Koproduktion mit Schwann aus dem Jahre 1979 erwähnt, ausgezeichnet mit dem Deutschen Schallplattenpreis. Sie enthält Werke von Koussevitzky, Dragonetti und Paganini, gespielt von Gary Karr und dem Radio-Symphonie-Orchester Berlin unter der Leitung von Uroš Lajovic. Für Karr wurden Werke von Hans Werner Henze, Vittorio Giannini, John W. Downey, Gunther Schuller, Lalo Schifrin und Robert Rodríguez geschrieben. 
Karr lehrte daneben an der Juilliard School, der Yale University, der Indiana University, dem New England Conservatory und der University of Wisconsin. 1967 initiierte er das International Institute for String Bass (IISB), das später als die heutige International Society of Bassists neu begründet wurde. 1996 startete er das KarrKamp, eine intensive, einen Monat dauernde Sommerschule für Bassisten an der University of Victoria.
Nachdem er sich im Jahre 2001 aus dem Konzertbetrieb zurückgezogen hatte, widmete sich Karr vor allem pädagogischen Aufgaben; so unterrichtete er beim Victoria Summer Music Festival. Daneben schrieb er für Musikzeitschriften. 1997 erlangte er die kanadische Staatsbürgerschaft.
Garry Karr starb am 16. Juli 2025 infolge eines Aneurysmas im Gehirn. Er war mit seinem langjährigen Duopartner Harmon Lewis (1940–2023) verheiratet.

## Preise und Auszeichnungen
Karr erhielt 1992 eine wertvolle Bronzemedaille von der Rosa Ponselle Foundation, die ihn als herausragenden lyrischen Musiker anerkannte. 1997 wurde er vom American String Teachers Association als Künstler/Lehrer des Jahres ausgezeichnet. Die von ihm (1967) mitgegründete International Society of  Bassists verlieh ihm 1995 den Distinguished Achievement Award und 2001 den Distinguished Teacher Award.